# エオマメンチサウルス
エオマメンチサウルス（学名 : Eomamenchisaurus、「夜明けのマメンチサウルス」の意）は、中国雲南省元謀県にある張河層 (Zhanghe Formation) から発見され、中期ジュラ紀に生息したマメンチサウルス科の恐竜の属。

## 記載
ホロタイプ標本 CXMVZA 165 は、中国雲南省元謀県にある張河層から発見され、8個の椎骨、仙骨の一部、右腸骨、右恥骨、一対の坐骨、左脛骨、一対の大腿骨を含む不完全な骨格からなる。タイプ種はエオマメンチサウルス・ユアンモウエンシス（Eomamenchisaurus yuanmouensis）であり、2008年に呂君昌らによって記載された。
エオマメンチサウルスの特徴は、胴椎に pleurocoels（椎骨側部の空隙）がないこと、胴椎の前方関節面がわずかに凸状で、後方関節面が適度に凹状であること、大腿骨の第4転子が後内側に発達していること、大腿骨に対する脛骨の長さの比が約0.64であること、坐骨の軸が棒状であることである。胴椎後方の2つの癒合した椎心（第9胴椎と第10胴椎と推定される）は、マメンチサウルス・ホチュアネシス、マメンチサウルス・ヤンギ、チュアンジェサウルス・アナエンシスなど、他のマメンチサウルス科と類似していた。従って、第9胴椎と第10胴椎の癒合はマメンチサウルス科の分類形質であると考えられる。